# Atatürk-Haus (Yalova)
Die Atatürk-Villa Yalova (türkisch Yalova Atatürk Köşkü) ist ein Gebäude, das für den Staatsgründer der Türkei, Mustafa Kemal Atatürk, gebaut und von ihm während seiner Besuche der Thermalanlagen in Yalova in der Marmararegion genutzt wurde. Derzeit gehört die Villa der Großen Nationalversammlung der Türkei und ist teilweise als Museum der Öffentlichkeit zugänglich.

## Geschichte

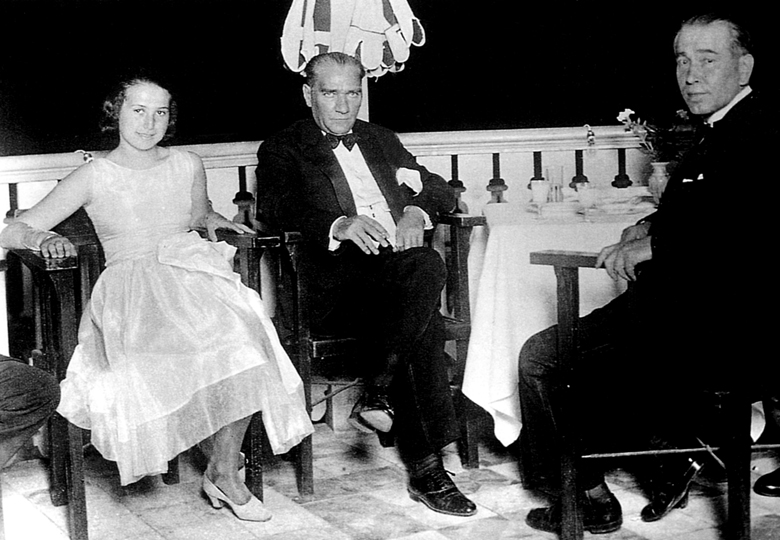
Mustafa Kemal Atatürk mit Fethi Bey, Vorsitzender der oppositionellen SCF, und dessen Tochter in Yalova am 13. August 1930

Der Begründer des türkischen Staates, Mustafa Kemal Atatürk, besuchte die thermischen Anlagen von Yalova erstmals im Jahre 1927. Während seiner Besuche hielt er sich in einem hölzernen Pavillon in der Baltacı-Farm neben dem Thermalbad auf, das im 19. Jahrhundert vom „Roten Sultan“ Abdülhamid II. (reg. 1876–1909) erbaut wurde.
Atatürk gab die Errichtung einer Villa in der Millet-Farm (Millet Çiftliği) in Auftrag. Entworfen von dem Architekten Sedat Hakkı Eldem, wurde sie 1929 fertiggestellt. Die Villa wurde ursprünglich Millet-Farm-Villa genannt („Millet“ ist das türkische Wort für „Nation“).
Die anfänglich hölzerne Villa wurde später renoviert. Das zweistöckige Gebäude hat drei Gesellschaftsräume und elf Zimmer. Es ist ausgestattet mit Möbeln, die aus dem Dolmabahçe-Palast hergebracht wurden.
Atatürk verbrachte seine Sommermonate in dieser Villa. Er lud bedeutende türkische Sänger und Musiker wie Safiye Ayla und Münir Nurettin Selçuk ein, die Konzerte der Klassischen türkischen Musik abhielten. An dieser Stelle wurde der Plan gefasst, die Türkische Geschichtsvereinigung sowie die Gesellschaft für die türkische Sprache zu gründen.

## Museum
Die Atatürk-Villa Yalova, ursprünglich Privateigentum Atatürks, wurde der Großen Nationalversammlung der Türkei übergeben. Nach den Renovierungsarbeiten und der Ausstattung mit privaten Besitztümern Atatürks sowie der Bebilderung der Villa, wurde sie in ein historisches Museum umgewandelt und 1981 der Öffentlichkeit zugänglich gemacht.